# Миклашевский, Иосиф Михайлович
Ио́сиф Миха́йлович Миклаше́вский (1882 — 1959) — русский и советский музыковед, пианист и музыкальный педагог из рода Миклашевских.

## Биография
Сын стародубского предводителя дворянства Михаила Иосифовича Миклашевского (1827—1911) и Юлии Александровны, урожд. Ширай. Последний частный владелец известного на Стародубщине поместья Понуровка. В 1905 году окончил Императорское училище правоведения с чином титулярного советника и вскоре вышел в отставку.
Поступил в Киевское музыкальное училище, которое окончил в 1911 году по классам фортепиано у В. В. Пухальского и теории музыки у Е. А. Рыба. Во время учебы в Киеве был заведующим музыкальным отделом и рецензентом газет «Киевские вести» и «Киевская почта» (1907—1911), а также редактором и сотрудником киевского журнала «В мире искусств» (1907—1910), в котором опубликовал ряд статей о творчестве русских и украинских композиторов, о русско-украинских музыкальных связях. Кроме того, составил «Очерк деятельности Киевского отделения Русского музыкального общества (1863—1913)» к его 50-летнему юбилею.
В 1913 году сдал экзамены в Санкт-Петербургской консерватории на звание „свободного художника“. Брал уроки по фортепиано у М. Н. Бариновой. В 1913—1918 годах был директором музыкального института в Петрограде. Выступал как пианист и лектор.

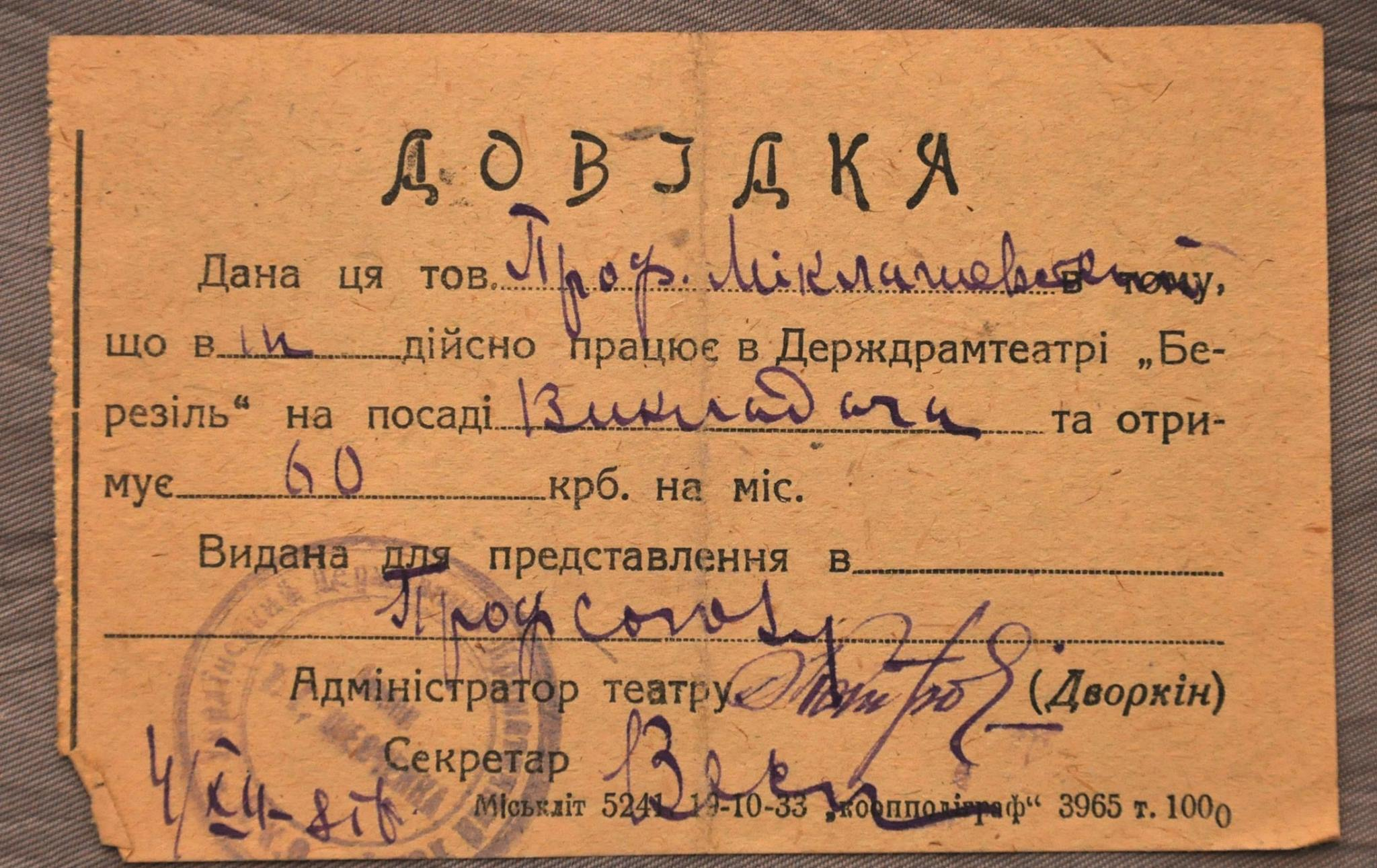
Miklaschevsky

В 1918 году, во время Гражданской войны, выехал в Харьков. С 1919 года читал лекции и преподавал фортепианную игру в музыкальных учреждениях города. С 1940 года был заведующим кабинетом истории музыки и преподавателем Харьковской консерватории. В 1944 году защитил диссертацию «Музыкальная культура Харькова XVIII и 1-й половины XIX веков», за которую удостоен был степени кандидата искусствоведения. В 1951 году получил статус доцента Харьковской консерватории. Скончался в 1959 году в Харькове.

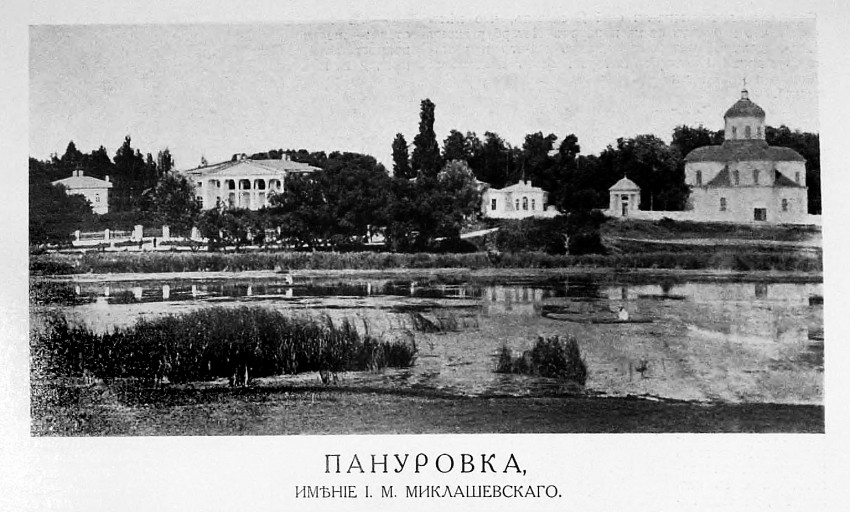
Имение И. М. Миклашевского на фотографии из журнала «Столица и усадьба» (1914)

## Сочинения
- Сказка о царе Салтане // «В мире искусства». — 1908. — № 1.
- Украинская музыка и Лысенко // там же. — 1908. — № 4.
- Музыкальное творчество Н. А. Римского-Корсакова // там же. — 1908. — № 8-10.
- Венок на память Милия Алексеевича Балакирева. — Киев, 1910.
- Венок на могилу Шопена. — Киев, 1911.
- Очерк деятельности Киевского отделения Русского музыкального общества (1863—1913). — Киев, 1913.
- Импрессионизм в музыке // «Ежегодник императорских театров». — 1914. — № 1.
- Что дал Октябрь музыке // «Культура и побут». — 1928. — № 19, 20, 21.  (укр.)
- Чайковский в Харькове // «Радянська музика». — 1940. — № 3.  (укр.)
- Харьковский  университет как центр музыкальной культуры Слободской Украины в первой половине XIX века. — Харьков, 1956.
- Характерные черты творческого облика П. И. Чайковского как симфониста и оперного композитора. — Харьков, 1958 (рукопись).
- Музыкальная и театральная культура Харькова конца XVIII — первой половины XIX столетия. Киев, 1967.  (укр.)